# Podwójne czopki
Podwójne czopki – dwa połączone czopki (komórki wzrokowe wrażliwe na kolor), które mogą być też sprzężone optycznie/elektrycznie. Są najczęstszym typem czopków u ryb, gadów i ptaków oraz są obecne u większości kręgowców, chociaż brak ich u łożyskowców, ryb spodoustych i sumokształtnych. Między komórkami podwójnych czopków ryb istnieje wiele połączeń szczelinowych. Ich funkcja, jeżeli różni się od funkcji pojedynczych czopków, pozostaje w dużym stopniu niepoznana; sugeruje się niezwiązane z widzeniem barwnym zadania takie jak rozpoznawanie jasności, ruchu i polaryzacji.
Komórki niektórych podwójnych czopków zawierają ten sam barwnik, a innych różne, o innym widmie absorpcyjnym. Badania behawioralne nad rybą Rhinecanthus aculeatus wskazują, że obie komórki mogą działać jak niezależne źródła informacji o kolorze.
W książce o wzroku ryb James Bowmaker pisze, że podwójne czopki są często czułe na większe długości fali świetlnej niż pojedyncze. Stwierdza też, że pojedyncze czopki są zwykle mniejsze niż każda z komórek podwójnych.